# Pseudophilautus macropus
Pseudophilautus macropus là một loài ếch trong họ Rhacophoridae. Chúng là loài đặc hữu của Sri Lanka.
Các môi trường sống tự nhiên của chúng là các khu rừng ẩm ướt đất thấp nhiệt đới hoặc cận nhiệt đới và các đồn điền. Loài này đang bị đe dọa do mất môi trường sống.

## Liên kết ngoài

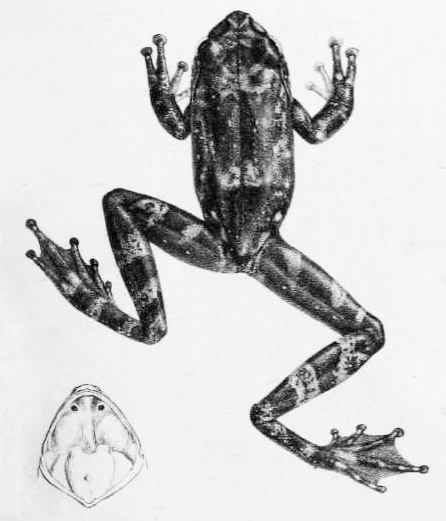
Pseudophilautus macropus